# 弁護士・今田一平
『弁護士・今田一平』（べんごし いまだいっぺい）は、1985年から1991年までテレビ朝日系「土曜ワイド劇場」で放送されたテレビドラマシリーズ。全6回。主演は小野寺昭。

## キャスト

### 本間法律事務所
今田一平
演 - 小野寺昭
弁護士。
相原純子
演 - 山瀬まみ（第4作・第5作）
事務員。第4作はコンパニオンで登場。
本間公三
演 - 小林昭二
所長。

### ゲスト
第1作「私が家政婦を殺した！産婦人科赤ちゃん交換の謎」（1985年）
- 沢田亜矢子、宮下順子、松金よね子、野村昭子、戸浦六宏、花沢徳衛、コロッケ、団しん也、北原義郎、小林トシ江

第2作「ヨロン島の謎・私が美人歌手を殺した！盗みどりされた女同士のスキャンダル」（1986年）
- 叶和貴子、辺見マリ、鹿内孝、佐川満男、佐藤仁哉、原泉、緋多景子、梅津栄、久富惟晴、すどうかづみ

第3作「東京－清里ペンション村連続殺人・殺人現場に女と泊った独身弁護士」（1987年）
- MIE、加賀まりこ、阿藤海、塩沢とき、草川祐馬、平泉成、渡辺正行、宮尾すすむ、若林哲行

第4作「軽井沢－東京・女子大生たちの危ないゲーム・死体VS死体？」（1988年）
- 田所誠一（田所観光開発 社長） - 梅津栄
- 赤星民江（東洋バンケット 社員） - 石井富子
- 宮内（純子の知り合い） - 美角友亮
- 検察官 - 寺田農
- 藤野雅代（東洋バンケット 社長） - 香山美子
- 佐川満男、長谷川待子、渡辺祐子、立原美穂、盛本真理子、松本南美、福原圭一、松本朝生、八木美香、橋本かな子、橋本朗、鹿島信哉、川口節子、谷本あきら、岡本武司、中川薫、西林由美子、角谷広美、不破万作、青山良彦

第5作「沖縄デラックスツアー殺人事件・美人ダイバーが見た海底の謎」（1989年）
- ホステス - 八神康子
- ヤスエ（藤堂マリン観光 事務員） - 川俣しのぶ
- カツラギ（アドエース 社長） - 佐藤仁哉
- 松崎（藤堂マリン観光 社員） - 秋野太作
- シャニー・エバンス - マリアン
- 水澤心吾、椎谷建治、久遠利三、睦五郎、内海和子、橋本かな子、山本公子、竹田寿郎、小林大介、小田島隆司

第6作「北海道OL馬主ツアー殺人事件！もつれた恋に仕掛けられた罠」（1991年）
- 景子（成海商事総務部 社員） - 白都真理
- 明子（成海商事経理部 社員） - 八神康子
- 若杉 - 村田雄浩
- 藤沢（マヨの恋人） - 美角優介
- ツアー客 - 吉川美香
- オダカ（検事） - 野口五郎
- マヨ（成海商事 社員） - 美保純
- 山本伸吾、田中雅子、入江正徳、遠井みちのり、岸端浩也、古畑京子、林明子、菅野まき、桜井久美、谷本あきら、狩野修平、菊次朗、鷺まゆみ、上野千佳子、津田佳奈、加藤尚子、夕田正則、藤井弓子、安達千香子、鈴木桂子、工藤珠理、崎原律子

## スタッフ
- 脚本 - 石川孝人、中村勝行
- 監督 - 水川淳三、原田雄一、土屋統吾郎
- 制作 - ABC、東通企画

## 放送日程
| 話数 | 放送日        | サブタイトル                                                           | 脚本     | 監督       | 視聴率 |
| ---- | ------------- | ---------------------------------------------------------------------- | -------- | ---------- | ------ |
| 1    | 1985年4月20日 | 私が家政婦を殺した！産婦人科赤ちゃん交換の謎                           | 石川孝人 | 水川淳三   | 20.6%  |
| 2    | 1986年6月21日 | ヨロン島の謎・私が美人歌手を殺した！盗みどりされた女同士のスキャンダル | 石川孝人 | 水川淳三   | 17.5%  |
| 3    | 1987年5月16日 | 東京－清里ペンション村連続殺人・殺人現場に女と泊った独身弁護士         | 中村勝行 | 原田雄一   | 19.7%  |
| 4    | 1988年9月17日 | 軽井沢－東京・女子大生たちの危ないゲーム・死体VS死体？                 | 中村勝行 | 土屋統吾郎 | 22.0%  |
| 5    | 1989年7月15日 | 沖縄デラックスツアー殺人事件・美人ダイバーが見た海底の謎               | 中村勝行 | 土屋統吾郎 | 21.4%  |
| 6    | 1991年8月17日 | 北海道OL馬主ツアー殺人事件！もつれた恋に仕掛けられた罠                 | 中村勝行 | 土屋統吾郎 | 15.0%  |